# Wapen van Rijswijk (Zuid-Holland)

Wapen van Rijswijk

Het wapen van Rijswijk is op 24 juli 1816 bij Koninklijk Besluit aan de Nederlandse gemeente Rijswijk (Zuid-Holland) toegekend. Het wapen is sindsdien niet gewijzigd.

## Oorsprong
Het wapen is mogelijk een sprekend wapen, met rijs(wilgen)takken.

## Blazoenering
De beschrijving van het wapen is als volgt: "Van lazuur, beladen met een gebladerde tak van goud."
N.B. 
- De heraldische kleuren in de schilden zijn: lazuur (blauw) en goud (geel). Dit zijn de rijkskleuren en het is mogelijk dat bij de aanvraag van het wapen geen kleuren waren aangegeven. Het 18e-eeuwse manuscript Beelaerts van Blokland vermeldt: "In zilver een boomstronk, waaruit een nieuwe tak met 3 zijtakjes ontspringt, alles van natuurlijke kleur."

Op een oude gevelsteen was het wapen ook in deze kleuren afgebeeld.
- De schildhouders zijn twee aanziende leeuwen. Deze zijn wel getekend, maar worden in de beschrijving niet genoemd. De leeuwen zijn van natuurlijke kleur.